# Hypenagonia anna
Hypenagonia anna är en fjärilsart som beskrevs av Robinson 1975. Hypenagonia anna ingår i släktet Hypenagonia och familjen nattflyn. Inga underarter finns listade i Catalogue of Life.